# STARTLiNE
「STARTLiNE」（スタートライン）は、2006年6月21日に発売された矢井田瞳の15枚目のシングル。発売元は青空レコード。

## 解説
- 移籍後2枚目のシングルとなる。
- アルバム『IT'S A NEW DAY』ではリアレンジで収録されている。

## 収録曲
全作詞・作曲:矢井田瞳、全編曲:村田昭・矢井田瞳
1. STARTLiNE (4:25)
表題曲。フジテレビ系「2006 FIFAワールドカップ」サポートソング
2. 忘れもの (3:08)

## 収録アルバム
- IT'S A NEW DAY (#1、It's a new version)
- THE BEST OF HITOMI YAIDA (#1)